# Cour administrative d'appel de Versailles

Carte des ressorts des Cours administratives d'appel (CAA de Versailles en violet) ; ceux des tribunaux administratifs (TA), interdépartementaux en France métropolitaine, sont délimités par les lignes en gras.

La Cour administrative d'appel de Versailles est la juridiction d'appel des décisions rendues par les tribunaux administratifs de Versailles, de Cergy-Pontoise et d'Orléans. Créé en 2004 pour soulager la CAA de Paris, menacée d'engorgement, c'était la plus récente des cours administratives d'appel françaises jusqu'à la création de celle de Toulouse. 
La cour est composée de trente-trois magistrats, siégeant au sein de sept chambres. Son président est Terry Olson, conseiller d'État.

## Présidents
- 2010-2017 : Martine de Boisdeffre
- depuis 2017 : Terry Olson